# Тульчинський ліцей з посиленою військово-фізичною підготовкою
Тульчинський ліцей з посиленою військово-фізичною підготовкою — середній навчальний заклад, ліцей з посиленою військово-фізичною підготовкою у Тульчині.

## Історія
Приміщенню школи 160 років. Колись тут було жіноче єпархіальне училище, педагогічне училище, інститут народної освіти.
В 1908-1917 р. тут працював Леонтович Микола Дмитрович, написав невмирущі "Щедрик", "Дударик" і ін.
Неподалік школи знаходиться музей М.Д.Леонтовича.
Тульчинська школа-інтернат була започаткована 1 вересня 1956 року в числі перших 10 шкіл-інтернатів України.
З 1 вересня 1979 року школі був наданий статус школи-інтернат для дітей-сиріт і дітей, які залишилися без піклування батьків.
В 2009 році школу перейменовано в Тульчинську спеціалізовану загальноосвітню школу-інтернат І-ІІІ ступенів-ліцей Вінницької обласної Ради.
З 2012 року школа змінила пріоритетний напрямок розвитку в сторону військово-спортивних класів.
В травні 2017 року затверджено зміни до статуту у приведення до стандартів ліцеїв з ПВФП.

## Керівництво
- Начальник ліцею — Хлівнюк Микола Миколайович[1]
- заступник начальника з навчально-виховної роботи — Фадєєва Людмила Акиндинівна
- заступник начальника з виховної роботи — Васюта Віктор Олексійович
- заступник начальника школи з господарської діяльності — Рабчук Микола Романович
- головний бухгалтер — Лівандовська Світлана Петрівна